# Mjölk
Mjölk (v překladu ze švédštiny do češtiny Mléko) je česká architektonická kancelář z Liberce. Vznikla roku 2007 a jejími třemi zakládajícími členy byli Jan Mach, Pavel Nalezený a Jan Vondrák, kteří se znali ze společných studií Fakulty umění a architektury na liberecké Technické univerzitě. Posléze (2009) se k ateliéru připojil Vojtěch Urban, absolvent Filozofické fakulty Univerzity Karlovy.

## Tvorba

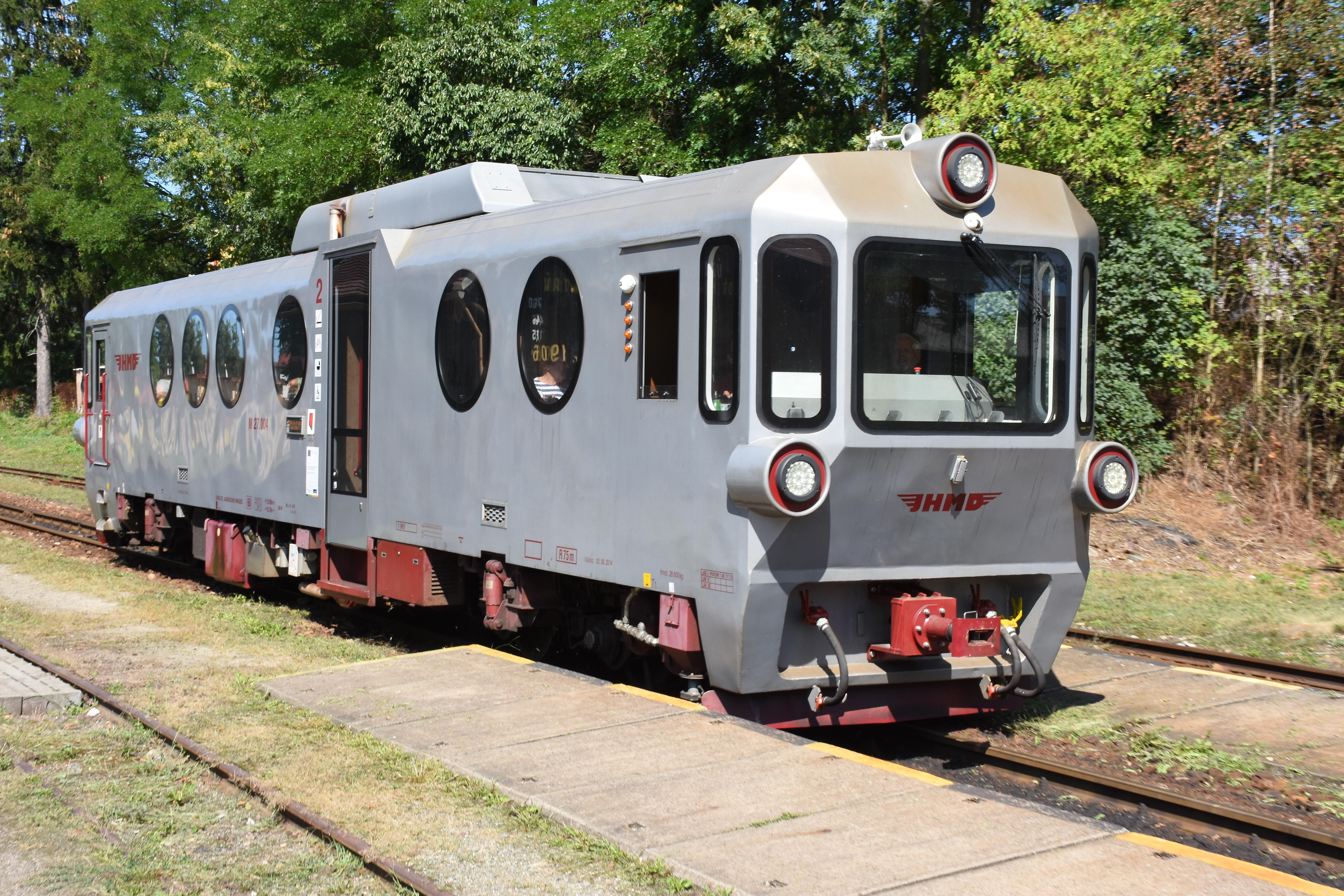
Modernizovaný železniční motorový vůz 805.9

Členové kanceláře vytvořili například tyto projekty:
- sauna na nevyužité betonové plošině v vodní nádrži Harcov[2] (na místě vydržela tři měsíce, další rok byla rozebraná ve skladu a od 3. prosince je instalovaná na koupališti v Kateřinkách)[4]
- Palmovka Jihlava[5]
- liberecká restaurace Vokno[6]
- rekonstrukce Zámeckého pivovaru Frýdlant[7]
- Heřmanická rozhledna[8]
- rekonstrukce motorových vozů 805.9 pro Jindřichohradecké místní dráhy (JHMD)[9]